# Chrysoprasis morana
Chrysoprasis morana är en skalbaggsart som beskrevs av Dilma Solange Napp och Martins 2009. Chrysoprasis morana ingår i släktet Chrysoprasis och familjen långhorningar. Inga underarter finns listade i Catalogue of Life.